# Cycle solaire calendaire
Pour les articles homonymes, voir cycle solaire (homonymie).
Le cycle solaire calendaire est un cycle de 28 ans intervenant dans le calcul des calendriers solaires. Ce concept n'a pas de relation avec la physique et les cycles magnétiques du Soleil, ni avec le calcul du numéro des cycles de Schwabe.

## Calcul du cycle solaire calendaire
Le cycle solaire est le nom donné à un paramètre du calendrier utilisé dans le comput ecclésiastique. 
Dans le comput ecclésiastique, le cycle solaire est le rang d’une année dans le cycle de 28 ans d'une échelle de temps commençant arbitrairement en l’an 20 de l’ère chrétienne. 
Dans le calendrier julien, les jours de la semaine se retrouvent aux mêmes dates au bout de 28 ans et notamment les dimanches, jours consacrés autrefois au Soleil.
Il existe un calendrier perpétuel fondé sur le cycle solaire, valable dans le calendrier julien et jouant le même rôle que le calendrier perpétuel fondé sur la lettre dominicale.
La connaissance du cycle solaire équivaut à celle de la lettre dominicale julienne. 
Calcul du Cycle solaire de l'année A :
Cycle solaire = RESTE [ (A + 8) / 28 ] + 1
Exemple pour l'année A = 2006 :
A + 8 = 2014
RESTE [ 2014 / 28 ] = 26
Cycle solaire = 26 + 1 = 27
Le cycle solaire de 2006 vaut 27.